# Jakša Miličić
Jakša Miličić (Split, 24. srpnja 1926. – 20. travnja 2024.) bio je hrvatski znanstvenik, političar i splitski gradonačelnik od 1967. do 1974. godine. Za njegova mandata grad je doživio veliku demografsku ekspanziju, a ostvareno je više kapitalnih projekata, značajnih za razvoj grada Splita i njegove okolice.

## Životopis
Rođen je u Splitu gdje je završio osnovnu i srednju školu, nakon čega je 1959. godine diplomirao na Građevinskom fakultetu u Zagrebu. Nakon završetka školovanja radio je u GP Lavčević u Splitu, zatim kao rukovodilac Službe graditeljstva u Privrednoj komori Dalmacije, iza čega je četiri godine bio direktor Građevinsko školskog centra u Splitu. U periodu od 1967. do 1974. bio je gradonačelnik Splita (tadašnji predsjednik skupštine općine Split).
U nekoliko mandata bio je dekan Fakulteta građevinskih znanosti u Splitu, a potom je bio predsjednik Poslovnog odbora FGZ-A Split. Doktorirao je na Građevinskom fakultetu Sveučilišta u Zagrebu 1982. godine. Umirovljen je kao redoviti sveučilišni profesor 1996. godine.
Od njegovih brojnih aktivnosti ističu se unapređenje građevinarstva u Splitu, Dalmaciji i Hrvatskoj, doprinosi zaštiti okoliša i društveno-političke djelatnosti. Istaknuo se izgradnjom pogona za proizvodnju mrežastih armatura u Splitu (Dalmastroj, 1967.), te osnivanjem željezare u Kaštel Sućurcu, kao i tvornice gips-kartonskih ploča u Kninu (1965.). Kao gradonačelnik Splita potaknuo je i rukovodio velikim gradskim projektima; od izgradnje Splita 3, planiranja i početka gradnje sportskih objekata Mediteranskih igara 1979. te osnivanja Građevinsko školskog centra i Građevinskog fakulteta u Splitu. Sedamdesetih godina angažirao se i na bezuspješnom pokušaju izgradnje autoceste Zagreb-Split. U okviru rješavanja problema gospodarenja komunalnim otpadom, zaslužan je za znanstveno-istraživački projekt Gospodarenje prostorom Kaštelanskog zaljeva koji je rađen pod njegovim vodstvom, iz čega je proistekao projekt EKO-Kaštelanski zaljev.
Dana 5. studenoga 2008. godine na izvanrednoj 40. skupštini Hrvatskog saveza građevinskih inženjera (HSGI) održanom u Cavtatu, primio je nagradu za životno djelo.